# Cohors I Antiochensium
Die Cohors I Antiochensium [sagittariorum oder sagittaria] (deutsch 1. Kohorte aus Antiochia [der Bogenschützen]) war eine römische Auxiliareinheit. Sie ist durch Militärdiplome und Inschriften belegt.

## Namensbestandteile
- Cohors: Die Kohorte war eine Infanterieeinheit der Auxiliartruppen in der römischen Armee.

- I: Die römische Zahl steht für die Ordnungszahl die erste (lateinisch prima). Daher wird der Name dieser Militäreinheit als Cohors prima .. ausgesprochen.

- Antiochensium: aus Antiochia. Die Soldaten der Kohorte wurden bei Aufstellung der Einheit aus der Stadt Antiochia und ihrer Umgebung rekrutiert. Von den zahlreichen Städten mit dem Namen Antiochia handelt es sich hierbei vermutlich um Antiochia am Orontes.[1][2][3]

- sagittariorum oder sagittaria: der Bogenschützen. Der Zusatz kommt in Militärdiplomen von 129 bis 161 vor.

Da es keine Hinweise auf die Namenszusätze milliaria (1000 Mann) und equitata (teilberitten) gibt, ist davon auszugehen, dass es sich um eine Cohors quingenaria peditata, eine reine Infanterie-Kohorte, handelt. Die Sollstärke der Einheit lag bei 480 Mann, bestehend aus 6 Centurien mit jeweils 80 Mann.

## Geschichte
Die Kohorte war in den Provinzen Moesia und Moesia superior (in dieser Reihenfolge) stationiert. Sie ist auf Militärdiplomen für die Jahre 75 bis 161 n. Chr. aufgeführt.
Die Einheit kam vermutlich mit Gaius Licinius Mucianus aus Syrien an die untere Donau. Der erste Nachweis in der Provinz Moesia beruht auf einem Diplom, das auf 75 datiert ist. In dem Diplom wird die Kohorte als Teil der Truppen (siehe Römische Streitkräfte in Moesia) aufgeführt, die in der Provinz stationiert waren. Weitere Diplome, die auf 93 bis 161 datiert sind, belegen die Einheit in der Provinz Moesia Superior. Auf den Militärdiplomen von 115 wird die Einheit als eine von vier Kohorten aufgeführt, die in Moesia Superior stationiert blieben, während neun weitere Kohorten aus der Provinz für den Partherkrieg Trajans abkommandiert wurden (translatis in expeditione).
Die Kohorte hielt sich um 103/105 in der Provinz Dacia auf, wo sie durch eine Inschrift belegt ist. Sie nahm vermutlich an der Errichtung des Militärlagers in Drobeta teil und war dort möglicherweise auch zeitweilig stationiert. Eine Teilnahme an den Dakerkriegen Trajans ist unsicher.

## Standorte
Standorte der Kohorte in Dacia waren möglicherweise:
- Drobeta: eine Inschrift[6] wurde hier gefunden.

## Angehörige der Kohorte
Folgende Angehörige der Kohorte sind bekannt.

### Kommandeure
| - L(ucius) Caelius Sa[]: er wird auf zwei Diplomen von 157 (AE 2008, 1718, RMD 5, 418) als Kommandeur genannt. - Marcus Aemilius Bassus, ein Präfekt | - Marcus Calpurnius Sabinus: er wird auf einem Diplom von 100 als Kommandeur genannt. - Q(uintus) Cosconius Fronto, ein Präfekt (CIL 10, 7583) |

### Sonstige
| - Antipater Her[], ein Fußsoldat: ein Diplom von 157 (RMD 5, 418) wurde für ihn ausgestellt. - Barala, ein Fußsoldat: ein Diplom von 157 (AE 2008, 1718) wurde für ihn ausgestellt. | - Sapia, ein Fußsoldat: ein Diplom von 100 (CIL 16, 46) wurde für ihn ausgestellt. |